# بهار من
 بهار من (My Spring) نام یک آلبوم موسیقی بی‌کلام (Instrumental) اثر شادمهر عقیلی، هنرمند ایرانی است که در فروردین ماه سال ۱۳۷۶توسط شرکت فرهنگی و هنری طنین صوت در ایران منتشر شد. این آلبوم بازسازی یک سری از آهنگ قدیمی ایرانی به صورت بی کلام بود که توسط شادمهر عقیلی تنظیم مجدد شد.

## نکاتی در رابطه با آلبوم بهار من
- این آلبوم در واقع اولین آلبوم شادمهر عقیلی می‌باشد که بازسازی یک سری آهنگ قدیمی ایرانی به صورت بی کلام و با تنظیم مجدد توسط خودِ اوست. این آلبوم توسط شرکت طنین صوت به سازمان صدا و سیمای جمهوری اسلامی ایران فروخته شد. 
- آلبوم بهار من جز پر فروش‌ترین آلبوم‌های بی کلام ایرانی است و در طی سالیان گذشته بارها در تیراژهای مختلف باز نشر شده‌است.
- شادمهر عقیلی در این آلبوم آهنگ‌های قدیمی ایرانی از هنرمندانی چون عماد رام، پوران، غلامحسین بنان، محمد نوری، امین‌الله رشیدی، گلپا و.. را بازسازی و به صورت بی کلام تنظیم کرده‌است.
- شادمهر عقیلی در سال ۱۳۸۸ در مصاحبه‌ای با علیرضا امیرقاسمی در برنامه Un-Cut درشبکه تلویزیونی تپش در رابطه با این آلبوم اعلام کرد برای این آلبوم از شرکت طنین صوت، مبلغ ۸۰۰ هزار تومان در آن سال دستمزد دریافت کرده‌است.
- آهنگ‌های این آلبوم تا سالیان سال بعد از مهاجرت شادمهر عقیلی هم از سازمان صدا و سیمای جمهوری اسلامی ایران (بدون اشاره به نام تنظیم‌کننده و عوامل تولید) پخش می‌شد.

## تیم تولید آلبوم
تنظیم کننده: شادمهر عقیلی
نوازندگان:
ویلن/گیتار/پیانو/کیبورد: شادمهر عقیلی
سولوی پیانو: فؤاد حجازی
فلوت: شهرام رکوعی
سازهای الکترونیک: مهران جمالی
ضبط موسیقی و میکس: قاسم عابدینی
ناضر ضبط: بابک امینی
مسترینگ دیجیتال: سعید انصاری
گرافیک و طراحی: شهرام کیهانی
عکس: علیرضا امیری
تهیه کننده: بهرام بحرینی (شرکت طنین صوت)

## فهرست آهنگ‌ها
| بهار من | بهار من                       | بهار من      | بهار من |
| شماره   | نام                           | تنظیم کننده  | مدت     |
| ------- | ----------------------------- | ------------ | ------- |
| ۱.      | «نغمه شادی»                   | شادمهر عقیلی | nil     |
| ۲.      | «الهه ناز» (سولو پیانو)       | شادمهر عقیلی | nil     |
| ۳.      | «الهه ناز»                    | شادمهر عقیلی | nil     |
| ۴.      | «از محبت» (سولو گیتار)        | شادمهر عقیلی | nil     |
| ۵.      | «از محبت»                     | شادمهر عقیلی | nil     |
| ۶.      | «بهار من» (سولو گیتار و فلوت) | شادمهر عقیلی | nil     |
| ۷.      | «بهار من»                     | شادمهر عقیلی | nil     |
| ۸.      | «گل گندم»                     | شادمهر عقیلی | nil     |
| ۹.      | «سرور» (سولو پیانو و ویلن)    | شادمهر عقیلی | nil     |
| ۱۰.     | «سرور»                        | شادمهر عقیلی | nil     |
| ۱۱.     | «جان مریم» (سولو پیانو)       | شادمهر عقیلی | nil     |
| ۱۲.     | «جان مریم»                    | شادمهر عقیلی | nil     |
| ۱۳.     | «آوایی در شب» (سولو گیتار)    | شادمهر عقیلی | nil     |
| ۱۴.     | «آوایی در شب»                 | شادمهر عقیلی | nil     |
| ۱۵.     | «در دشتی»                     | شادمهر عقیلی | nil     |
| ۱۶.     | «نغمه شادی» (سولو گیتار)      | شادمهر عقیلی | nil     |